# Georgina George Oldmixon

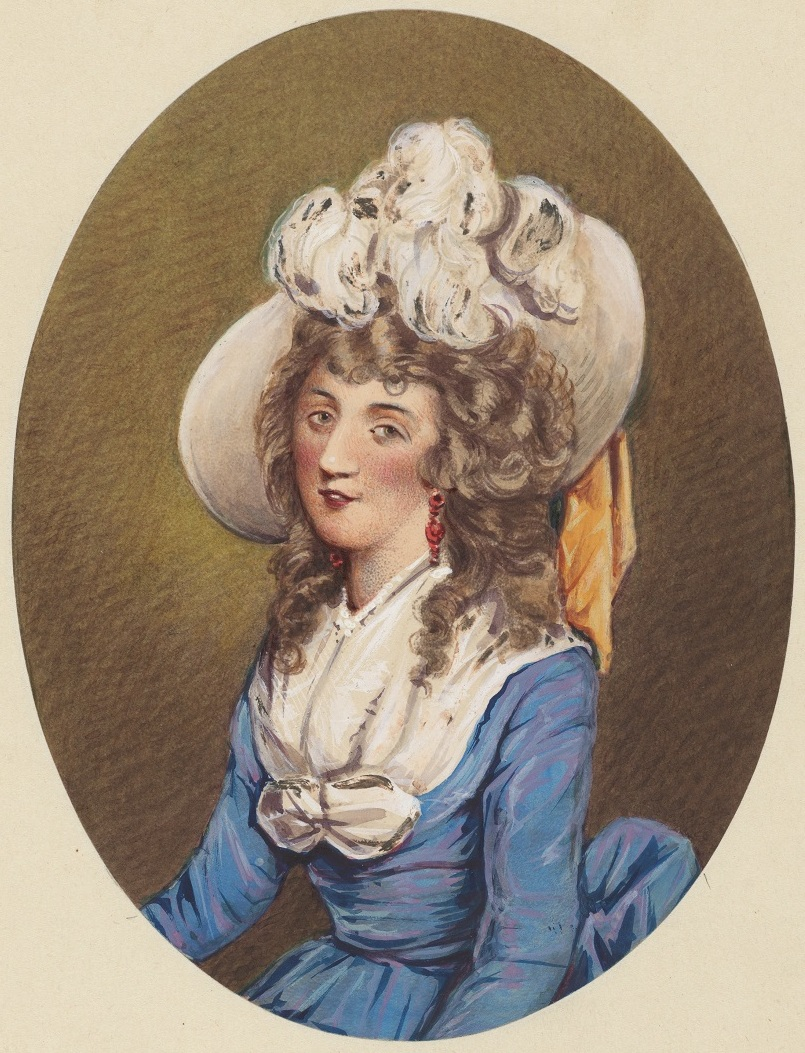
Georgina George Oldmixon

Georgina George Oldmixon, död 1836, var en brittisk-amerikansk skådespelare och sångerska.  Hon beskrivs som en av den amerikanska teaterns första nationella berömdheter. 
Hon var engagerad vid Drury Lane och Haymarket i London innan hon 1794 engagerades hos Thomas Wignell vid Chestnut Street Theatre i Philadelphia i USA. Hon var gift med Sir John Oldmixon, men använde inte titeln 'Lady'. Hon engagerade sedan hos William Dunlap i New York. Hon tillhörde på sin tid en av de mest populära sångarna i USA och var högt beundrad för sin förmåga. Hon tillhörde de högst betalad scenartisterna av sin tid i USA och placerades före de manliga artisterna, vilket var ovanligt. Hon avslutade sin scenkarriär 1814 och drev sedan en flickpension i Germantown. 